# Hiroshi Katō (Fußballtrainer)
Hiroshi Kato (japanisch 加藤 寛 Katō Hiroshi, * 29. Januar 1951 im Landkreis Kume, Präfektur Okayama) ist ein ehemaliger japanischer Fußballtrainer.
Kato wuchs in Kōbe auf und schloss 1973 sein Studium an der Osaka University of Health and Sport Sciences ab. Von 1973 bis 1995 war er technischer Direktor im Trainerteam des Amateurvereins FC Kōbe. Im Jahr 1995 erlangte er eine S-Trainerlizenz und wechselte zum Profiverein Vissel Kōbe, wo er als Jugendtrainer und stellvertretender Leiter des Bereichs Training und Entwicklung tätig war. 2004 wurde er Leiter des Bereichs. Parallel dazu nahm er zwischen 1977 und 1998 verschiedene Aufgaben im Jugendbereich für den japanischen Fußballverband wahr.
1997, nach der Trennung von Stuart Baxter, sowie 2004, nach der Trennung von Ivan Hašek, amtierte er jeweils für einige Spiele als Interimstrainer der Erstliga-Mannschaft von Vissel Kōbe. Im Jahr 1997 leitete er die Mannschaft in der vierten Runde des Kaiserpokals und erzielte einen Sieg und eine Niederlage. Zum zweiten Mal trainierte er den Verein von Oktober 2004 bis Anfang Januar 2005. In dieser Zeit gewann er vier Spiele, verlor zwei und erreichte ein Unentschieden.